# Championnat du monde d'échecs aléatoires Fischer

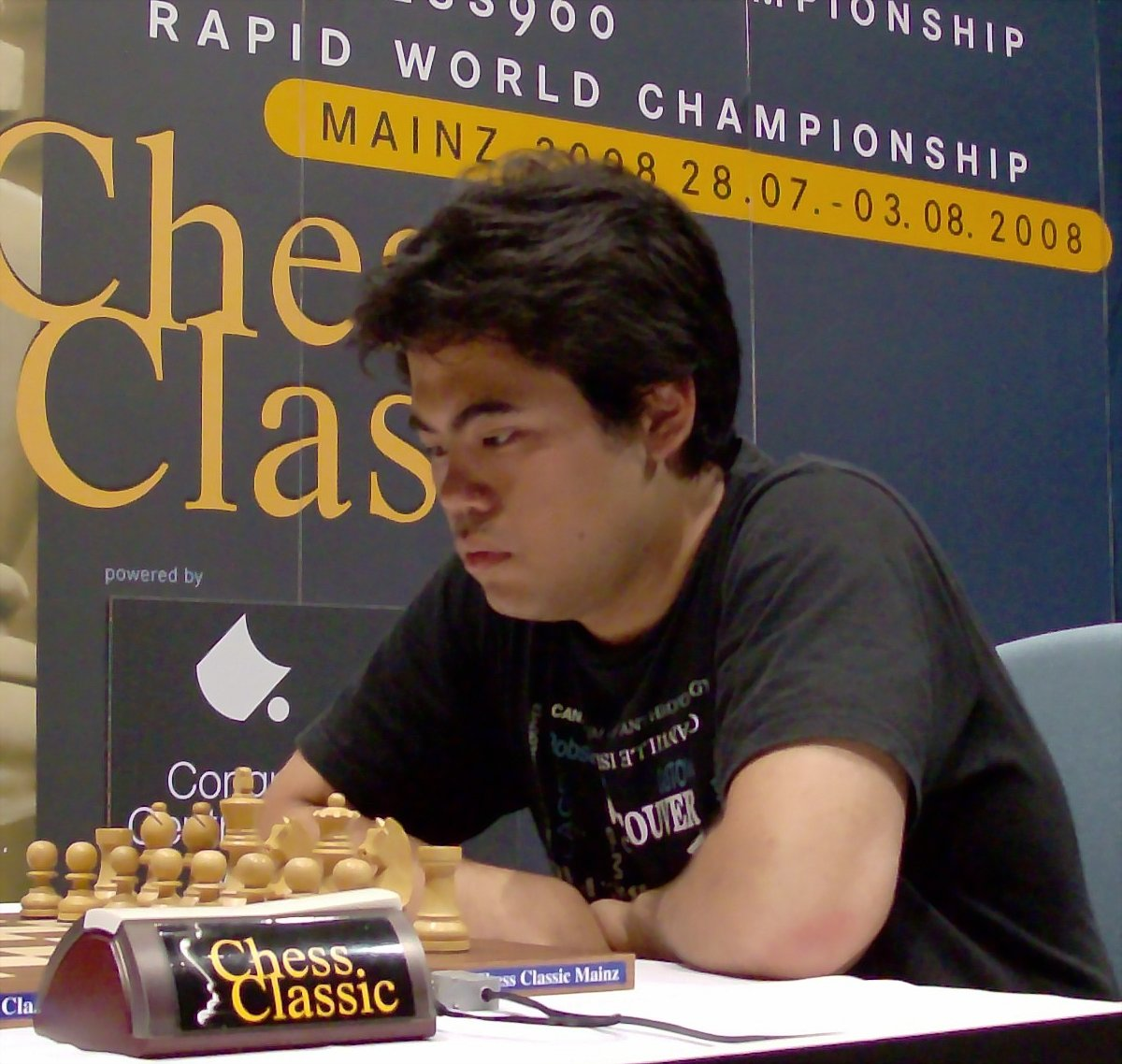
Hikaru Nakamura, le champion du monde 2022, lors de l'open aléatoire Fischer rapide de Mayence en 2008.

Le championnat du monde d'échecs aléatoires Fischer est organisé de manière officielle par la Fédération internationale des échecs depuis 2019. Les échecs aléatoires Fischer sont une variante du jeu d'échecs popularisée dans les années 1990 par l'ancien champion du monde Bobby Fischer.
Divers championnats du monde non officiels ont été organisés par différentes organisations depuis 1999. Les deux premiers championnats du monde officiels d'échecs aléatoires Fischer ont été remportés par Wesley So en novembre 2019 et par Hikaru Nakamura en octobre 2022.

## Championnats non officiels
De 2001 à 2009, la ville de Mayence organisa un match championnat du monde non officiel en huit parties qui fut remporté par :
- Péter Lékó en 2001 (contre Michael Adams) ;
- Peter Svidler en 2003 (contre Péter Lékó)[1], en 2004 (contre Levon Aronian), en 2005 (contre Zoltán Almási)[2] ;
- Levon Aronian en  2006 (contre Peter Svidler)[3], en 2007 (contre Viswanathan Anand)[4] ;
- Hikaru Nakamura en 2009 (contre Levon Aronian)[5].

En 2018, Magnus Carlsen remporta un championnat du monde non officiel contre Hikaru Nakamura. Le match, baptisé unofficial world championship in Fischer random chess était organisé du 9 au 13 septembre 2018 à Hovikodden en Norvège. Magnus Carlsen remporte le match 14 à 10 (9 à 7 en parties rapides et 5 à 3 en blitz).

## Championnats officiels

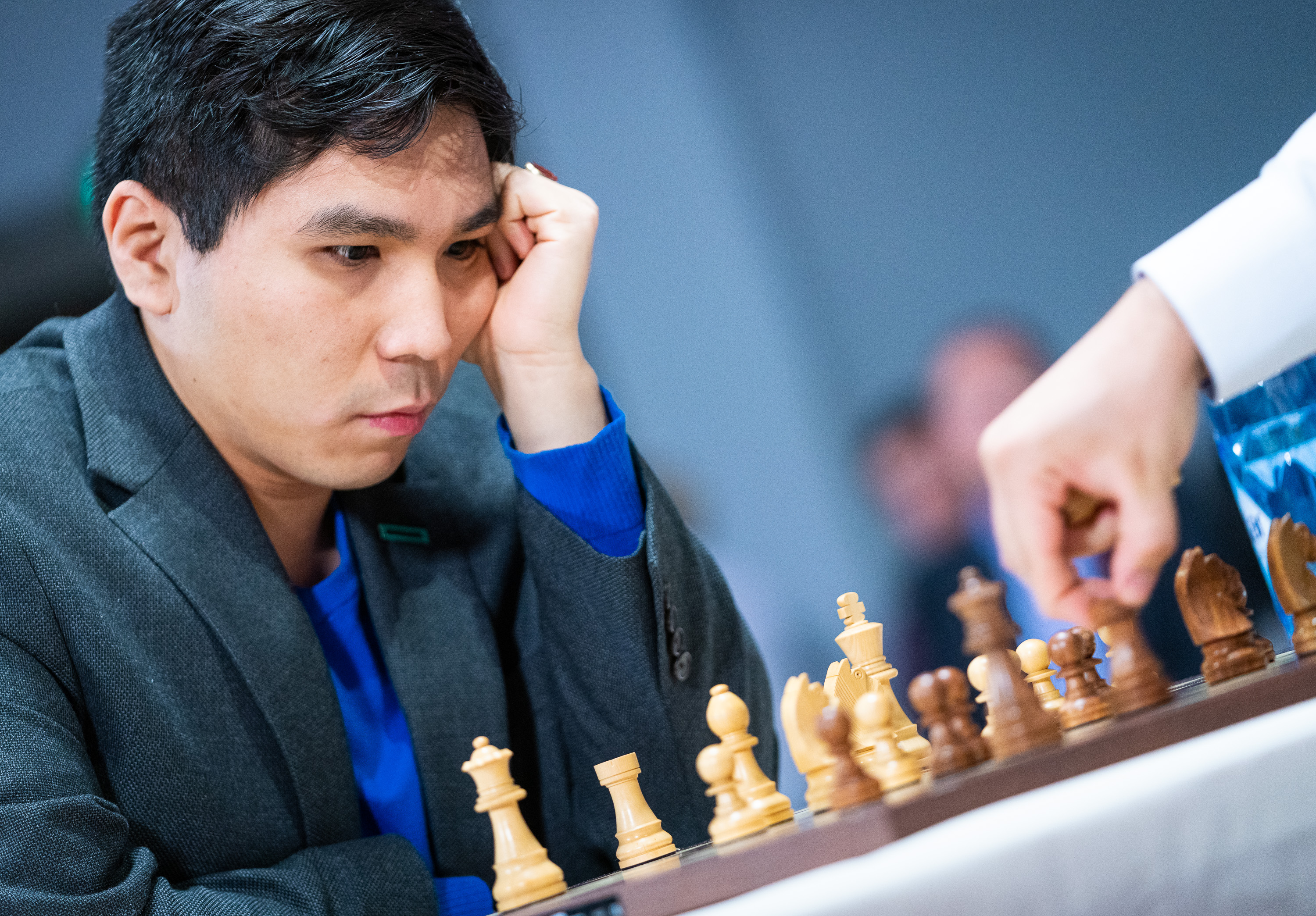
Wesley So, vainqueur du championnat du monde d'échecs aléatoires Fischer en 2019.

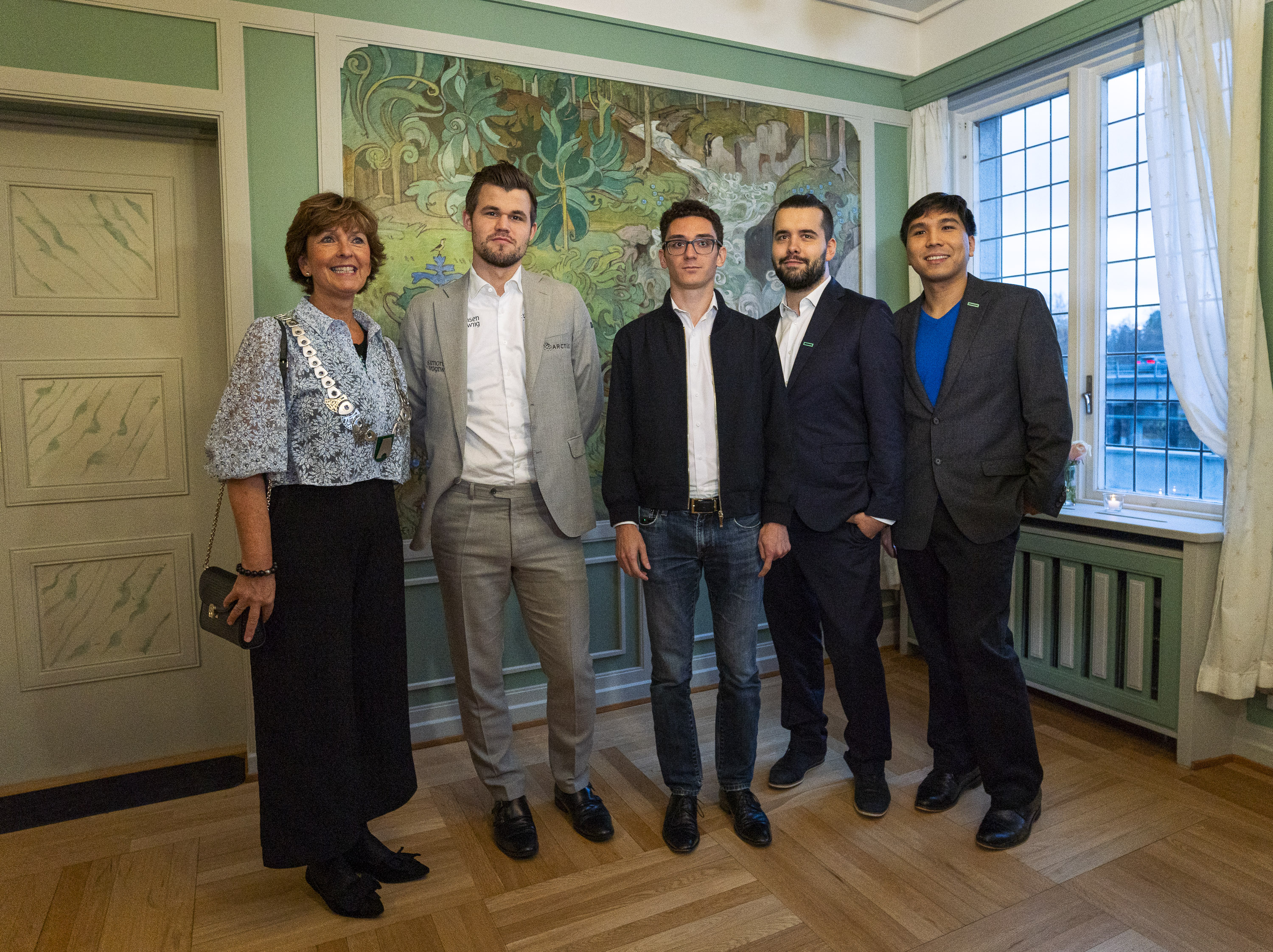
Le dernier carré du championnat du monde 2019 (Carlsen, Caruana, Nepomniachtchi et So).

Le premier Championnat du monde officiel d'échecs aléatoires Fischer fut organisé à Bærum en Norvège du 27 octobre au 3 novembre 2019. Wesley So remporta le premier championnat du monde officiel en battant Ian Nepomniachtchi en demi-finale et Magnus Carlsen en finale. So s'était qualifié auparavant en avril 2019 en remportant le groupe 5 du tournoi de sélection, puis en remportant deux matchs contre Svidler et Fedosseïev lors des quarts de finale disputés du 4 au 6 octobre.
En octobre 2022, l'américain Hikaru Nakamura remporte le deuxième championnat du monde officiel disputé à Reykjavik, après avoir battu Nodirbek Abdusattorov en demi-finale, puis en finale le Russe Ian Nepomniachtchi lors du départage en mort subite (partie armageddon).